# ورن‌دیو
ورن برپایه اسطوره‌های مزدیسنا دیو شهوت است. لقب بیراه‌کننده دارد.
در بندهش، دیوی است که بدمالی وهمجنس‌گرایی کند و مردم را گمراه سازد.

## واژه‌شناسی
این نام در پارسی میانه waran و در اوستایی -varəna است به معنای هوس و شهوت. در اوستا از او در جایگاه یک دیو یاد نمی‌شود.